# カンゼ康定空港
甘孜康定（カンゼ・カンディン）空港またはダルツェムド空港は中華人民共和国四川省カンゼ・チベット族自治州康定市に位置する空港。市街の西北で40km離れている。成都とは毎日定期便があるが、冬期は運行していない。開港当初は空港名の頭に甘孜（カンゼ）が付かず康定空港だった。

## 概要
四川省の稲城亜丁（ダオチェン・ヤーディン）空港（海抜4,436 m）、昌都邦達（チャムド・バンダ）空港（海抜4,334 m）、阿里昆莎（ガリ・グンサ）空港（海抜4,274m）に続く、世界で4番目（開港当時は2番目）の高所にある4C級の支線用空港である。総投資額10.47億元で、4000mの滑走路を持ち、ボーイング737-700やエアバスA319が発着出来る。中国人民解放軍空軍と中国民航機場建設集団公司西南分公司、葛洲壩集団第一工程有限公司により建設され、四川康定機場集団公司に移管された。

## 沿革
- 2006年9月7日 - 建設開始[10]
- 2007年10月28日 - 試験飛行が成功[11]
- 2008年10月22日 - 初就航[12][13]
- 年月日不詳 - 冬季になりオフシーズンになったのと、空港までの連絡道路が工事中で通行困難な為に休航した[14]
- 2009年4月26日 - 運航を復活、正式運営開始[15][16]

## アクセス
康定市まではタクシーもしくはエアポートバスで1時間半程度。

## 就航航空会社と就航路線
- 中国東方航空 - 成都[18]、昆明[19]
- 四川航空 - 成都、杭州、重慶、稲城[20]
- 雲南祥鵬航空 - 成都、ラサ

## 註釈・参考資料
1. ↑  昆明－成都－康定航線将開通（中国政府網）
2. ↑  四川康定機場正式通航（中国政府網）
3. ↑  Kangding Airport:wikimapia
4. 1 2 3  四川康定機場（葛洲壩集團第一工程有限公司）
5. ↑  海拔世界第二高的機場四川康定機場22日正式通航
6. ↑  成都至康定航線開通 6小時跋涉縮短至35分鐘（民航資源網）
7. ↑  成都空軍某工程處積極參與四川康定機場建設（民航資源網）
8. ↑  西南分公司 中国民航機場建設集団
9. ↑  收編三支線機場　四川機場集團拉開整合大幕（民航資源網）
10. ↑  茶馬古道重鎮——康定将開建世界第二高機場（民航資源網）
11. ↑  国航西南空中客車A319飛機成功試飛康定機場（民航資源網）
12. ↑  四川康定機場正式通航 改変甘孜州交通歴史（新華網）
13. ↑  標高世界第２位、「恋の歌」の康定空港に初フライト（サーチナ）
14. ↑  東航考察康定機場 4月26号開通定期航班（中国民用航空・航採網）
15. ↑  環貢嘎山旅游圈心臟啟動　康定機場26日復航（民航資源網）
16. ↑  四川省ガンゼチベット族自治州にダルツェムド空港開港（サーチナ）
17. ↑  机场公交
18. ↑  東航5月12日開通成都到康定航班　每天執行一班（杭州机票預定中心）
19. ↑  昆明-成都-康定航線26日起每天一班（昆明信息港）
20. ↑  重慶6月15日開通康定航班（杭州机票預定中心）